# Lauren Eduarda Leal Costa
Lauren Eduarda Leal Costa, citata semplicemente come Lauren o anche Lauren Leal (Votorantim, 13 settembre 2002), è una calciatrice brasiliana, difensore dell'Atlético Madrid e della nazionale brasiliana.

## Carriera

### Club
Lauren cresce calcisticamente nelle giovanili del San Paolo, giocando nella formazione under 15 che, nel suo primo anno di competizione, si aggiudica il campionato paulista U17 2017, proseguendo come capitano della squadra e conquistando, sempre a livello giovanile, il triplice campionato interstatale, la Coppa Nike, la Fiesta Sudamericana e il campionato brasiliano.
Dopo essere stata ceduta in prestito, senza mai essere impiegata in campionato, al Centro Olímpico per la stagione 2018, nel 2020 fa rientro al San Paolo venendo inserita in rosa con la prima squadra, condividendo con le compagne il percorso che fa raggiungere la semifinale del campionato brasiliano, i quarti di finale del campionato statale e il secondo posto nella Coppa Paulista.
Rimane con il club di San Paolo anche la stagione successiva, maturando complessivamente 27 presenze in Série A1 e lottando con il Corinthians per conquistare, senza riuscirci, il titolo nella doppia finale del campionato paulista 2021.
Nella pausa invernale decide di affrontare la sua prima esperienza all'estero, trasferendosi in Europa al Madrid CFF, uno dei cinque rinforzi che il club madrileno acquista per la seconda parte della stagione 2021-2022. Rimasta una seconda stagione raggiunge le 40 presenze totali in Primera División disputando inoltre l'edizione 2021-2022 della Coppa della Regina fino alla eliminazione della sua squadra ai quarti di finale.
Il 24 luglio 2023 il Kansas City Current, club della National Women's Soccer League (NWSL), ha acquisito il diritto di ingaggio di Lauren dal club North Carolina Courage in cambio di 100 000 dollari nella NWSL allocation money e di un'international slot per il 2024, ponendola sotto contratto fino al 2024 con un'opzione per un ulteriore anno. Sotto la guida tecnica di Caroline Sjöblom fa il suo esordio in NWSL il 17 settembre di quello stesso anno, rilevando a pochi secondi dalla fine la connazionale Debinha nell'incontro vinto in trasferta per 2-1 sul San Diego Wave, per poi giocare da titolare l'intera partita esterna pareggiata 2-2 con il NJ/NY Gotham all'ultima giornata della regular season.

### Nazionale
Lauren ha la sua prima esperienza internazionale con una nazionale giovanile brasiliana, la under 17, nel 2018, inserita in rosa dal tecnico federale Luizão con la squadra che affronta il Mondiale di Uruguay 2018 senza tuttavia essere mai impiegata nei tre incontri disputati dal Brasile prima dell'eliminazione.
L'anno successivo viene convocata con la under 20, marcando, tra il 2019 e il 2020, sei presenze, tre delle quali ad Argentina 2020, nel torneo sudamericano di categoria, poi, saltando un anno, disputando sia il campionato sudamericano di Cile 2022, per lei 6 presenze e vittoria continentale di categoria, marcandone altrettante in tutti gli incontri del Mondiale di Costa Rica 2022 dove il Brasile si classifica al terzo posto.
Nel frattempo arriva anche la prima convocazione in nazionale maggiore, chiamata dalla selezionatrice Pia Sundhage in occasione dell'amichevole del 20 settembre 2021 vinta sull'Argentina con il risultato di 4-1, rilevando in quell'occasione Daiane Limeira all'inizio del secondo tempo. In seguito Sundhage la inserisce in rosa con la squadra che disputa il Torneio Internacional de Manaus 2021, marcando 2 presenze nelle vittorie con India (6-1) e Venezuela (4-1), e l'anno successivo chiamata in una serie di amichevoli e, senza essere impiegata, nell'edizione 2022 del Tournoi de France.

## Palmarès

### Nazionale
- Campionato sudamericano under 20: 1

2022
- Torneio Internacional de Futebol Feminino: 1

2021